# Hemsjön (Ringamåla socken, Blekinge, 624646-144291)
Hemsjön är en sjö i Karlshamns kommun i Blekinge och ingår i Mieåns huvudavrinningsområde. Sjön är 7,9 meter djup, har en yta på 0,151 kvadratkilometer och är belägen 92,9 meter över havet. Vid provfiske har bland annat abborre, gädda, mört och ruda fångats i sjön.

## Delavrinningsområde
Hemsjön ingår i det delavrinningsområde (624876-144295) som SMHI kallar för Ovan 624467-144245. Medelhöjden är 110 meter över havet och ytan är 26,93 kvadratkilometer. Räknas de 8 avrinningsområdena uppströms in blir den ackumulerade arean 200,44 kvadratkilometer. Avrinningsområdets utflöde Mieån mynnar i havet. Avrinningsområdet består mestadels av skog (87 procent). Avrinningsområdet har 0,35 kvadratkilometer vattenytor vilket ger det en sjöprocent på 1,3 procent.

## Fisk
Vid provfiske har följande fisk fångats i sjön:
- Abborre
- Gädda
- Mört
- Ruda
- Sarv